# Hugh A. Stayt
Hugh Arthur Stayt (geb. 1899; gest. 1964) war ein südafrikanischer Anthropologe.

## Leben
Stayt war im Weltkrieg erblindet. Er studierte in Cambridge und Kapstadt und widmete sich anschließend der Feldarbeit. Seine 1931 zuerst erschienene Monographie über die Bawenda  (Bavenda, Ba Venda) gilt als die erste umfassende Darstellung des sozialen Lebens dieses Volkes im Transvaal, der ehemaligen südafrikanischen Provinz im Nordosten des Landes. Sie fand später Aufnahme in Buchreihen mit Klassikern der Afrikawissenschaften, wie der Cass Library of African Studies (1968) bzw. der African Ethnographic Studies of the 20th Century (Routledge, 2020).

## Publikationen
- The Bavenda; with an introduction by Mrs. A. W. Hoernlé. London, Published for the International Institute of African Languages and Cultures by Oxford University Press, Humphrey Milford 1931.
  - The Bavenda. Cass Library of African Studies; General Studies; 58. Cass & Co., 1968.
  - The Bavenda (= African Ethnographic Studies of the 20th Century. Band 62). Routledge, 2020, ISBN 978-1-138-59844-7.
- Notes on the Balemba (An Arabic Bantu tribe living among the BaVenda and other Bantu tribes in the Northern Transvaal and Southern Rhodesia) In: Journal of the Royal Anthropological Institute of Great Britain and Ireland. 26 (1931)